# Sjevernoaltajski jezik
Sjevernoaltajski jezik (ISO 639-3: atv), jezik sjevernoturkijske skupine, altajske porodice jezika, kojim govori preko 1 500 ljudi iz plemena Tubalari, Čelkani i Kumandinci. Svako ovo pelme govori vlastitim dijalektom. Etnička altajska populacija (sjeverni i južni) znatno je veća (preko 67 000), ali znatan dio govori ruski. Pismo: ćirilica.
Teleuti jedno od plemena čije ime se rabi i kao alternativni naziv sjevernoaltajskom jeziku, govore moguće drugim jezikom.

## Vanjske poveznice
- Ethnologue (14th)
- Ethnologue (15th)